# Agave albescens
Agave albescens ist eine Pflanzenart aus der Gattung der Agaven (Agave).

## Beschreibung

### Vegetative Merkmale
Agave acicularis wächst mit einzelnen Rosetten. Ihre hellgrauen, trüben, glauk werdenden und gebänderten Laubblättern sind länglich lanzettlichen. Sie sind der Länge nach gefaltet und flachlich. Die Blattspreite ist etwa 45 Zentimeter lang und 15 Zentimeter breit. Die Blattoberfläche ist leicht rau, der Blattrand fast gerade. An ihm befinden sich 2 bis 3 Millimeter lange Randzähne, die etwa 10 Millimeter voneinander entfernt stehen. Sie sind in der Regel gerade oder leicht gebogen, breit dreieckig und spitz zulaufend. Der schwärzlich kastanienbraune, matte, sehr kurz herablaufende  Enddorn ist 1,5 Zentimeter lang. Er ist konisch, etwas zurückgebogen und unterhalb seiner Mitte seicht gefurcht. Gelegentlich ist er mit Ausnahme seiner Spitze aufgeraut.

### Blütenstände und Blüten
Der Blütenstand ist „rispig“ und erreicht eine Länge von 5 Meter. Die 30 bis 35 Millimeter langen Blüten stehen an schlanken Blütenstielen. Ihre Perigonblätter sind goldgelb. Die Zipfel sind 12 bis 14 Millimeter lang. Die offene Blütenröhre weist eine Länge von 5 bis 6 Millimeter auf. Der spindelförmige Fruchtknoten ist mit 15 Millimeter Länge kürzer als die Perigonblätter.

## Systematik und Verbreitung
Agave albescens ist im Südwesten Kubas verbreitet.
Die Erstbeschreibung durch William Trelease wurde 1913 veröffentlicht.

## Nachweise